# Lehmkuhl (Marienheide)
Lehmkuhl ist eine Ortschaft in der Gemeinde Marienheide im Oberbergischen Kreis im Regierungsbezirk Köln in Nordrhein-Westfalen in Deutschland.

## Lage und Beschreibung
Der Ort liegt im Südwesten von Marienheide. Nachbarorte sind Oberwette, Niederwette und Winkel.
Der von Gimborn ausgehende Rundwanderweg A4 führt 500 m südwestlich am Ort vorbei.

## Geschichte
Die topografische Karte des Jahres 1840 Preußische Uraufnahme zeigt den Ort Lehmkuhl mit umgrenztem Hofraum und einem einzelnen Gebäudegrundriss.

## Busverbindungen
Über die im Nachbarort Oberwette gelegene Bushaltestelle der Linien 308 und 399 (VRS/OVAG) ist eine Anbindung an den öffentlichen Personennahverkehr gegeben.